# Yab Yum (bordeel)

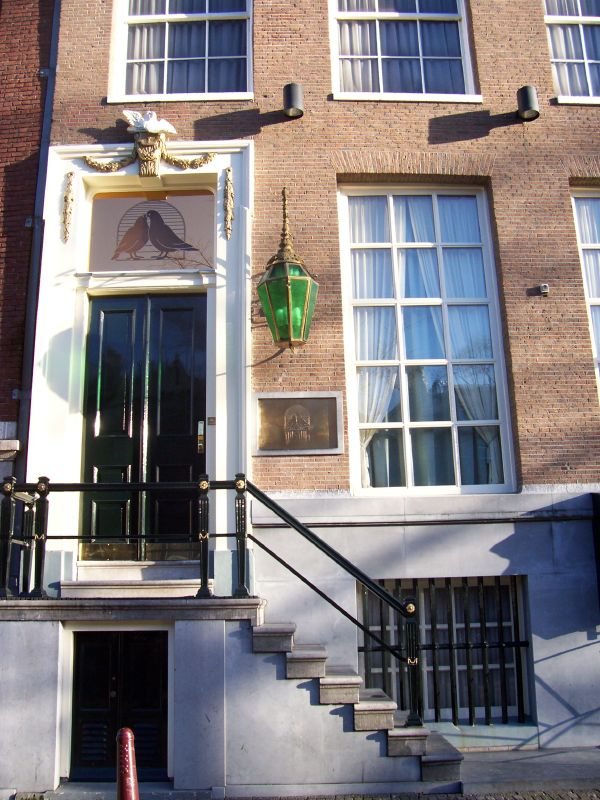
Yab Yum, Singel 295 Amsterdam

Yab Yum was een bordeel en later onder de naam Yab Yum Unlocked een museum over het bordeel, in Amsterdam. Het was gevestigd in een 17e-eeuws grachtenpand aan het Singel en trok vooral buitenlandse bezoekers. Yab-Yum is een beeltenis uit het boeddhisme waarbij een man wordt afgebeeld in een seksuele omhelzing met zijn vrouwelijke partner. Het betekent letterlijk "vader en moeder" in het Tibetaans.

## Geschiedenis
Het bordeel werd op 1 april 1976 opgericht door Theo Heuft (1935-2024), die het in 1999 verkocht aan Hennie Vittali.
Op 16 november 2007 maakte de gemeente Amsterdam bekend dat het bordeel zijn deuren moest sluiten. Op grond van de Wet Bibob werd de vergunning ingetrokken wegens het vermoeden van criminele activiteiten. Vittali zou niet meer dan een stroman zijn, en Heuft zou zijn afgeperst door de Amsterdamse criminelen Sam Klepper en John Mieremet in samenwerking met de Hells Angels. Voor de Raad van State stond deze bedreiging vast.
Op 4 januari 2008 gaf de rechter de gemeente Amsterdam toestemming om het bordeel te sluiten. Vanaf 14 januari ging het bedrijf verder als escortbedrijf, waarvoor geen vergunning nodig was. Op 4 november 2008 bepaalde de rechtbank in Amsterdam, dat de toegestemde sluiting rechtens was en dat Yab Yum dicht moest blijven. De afpersing werd niet-bewezen geacht.
Op 19 november 2008 werd duidelijk dat na Yab Yum zelf ook de gemeente Amsterdam in hoger beroep ging.
Op 8 juli 2009 werd uitspraak gedaan door de Raad van State. Deze oordeelde niet alleen dat Yab Yum legitiem was gesloten, maar tevens dat het voldoende bewezen werd geacht dat de Hells Angels betrokken waren geweest bij de overname van Yab Yum, waardoor het bordeel in het criminele circuit was gebracht. Het bordeel moest daarom gesloten blijven.
Op 3 april 2010 zette eigenaar Hennie Vittali de seksclub te koop.

## Erfenis
Op 21 september 2013 werd het pand geopend als museum onder de naam Yab Yum Unlocked. Bezoekers kunnen een rondleiding maken door de kamers, verdeeld over vier etages, waar eerder zo'n dertig prostituees werkten.
De originele inrichting – gecapitonneerde wanden, kroonluchters, klatergoud, een whirlpool in elke kamer – is zo veel mogelijk intact gelaten. De dames die er ooit werkten en hun klanten zijn vervangen door poppen. Begin 2016 werd bekend dat het museum in financiële problemen verkeerde en sloot het.
Voormalig eigenaar Theo Heuft schreef een boek over de geschiedenis van het bordeel onder de titel Yab Yum: het beroemdste bordeel van de wereld, dat in oktober 2009 verscheen.
Youp van 't Hek vertelde in zijn theatershow Licht over Yab Yum en zijn bezoek eraan verkleed als Sinterklaas.
In 2012 ging de musical Yab Yum, het Circus van de Nacht in première in Theater Carré. Theo Heuft had later een Bed & Breakfast in Frankrijk. Hij overleed in juni 2024. 
In 2021 verscheen een documentaire over Yab Yum, onder regie van Anna van 't Hek.